# Orphischer Kubismus

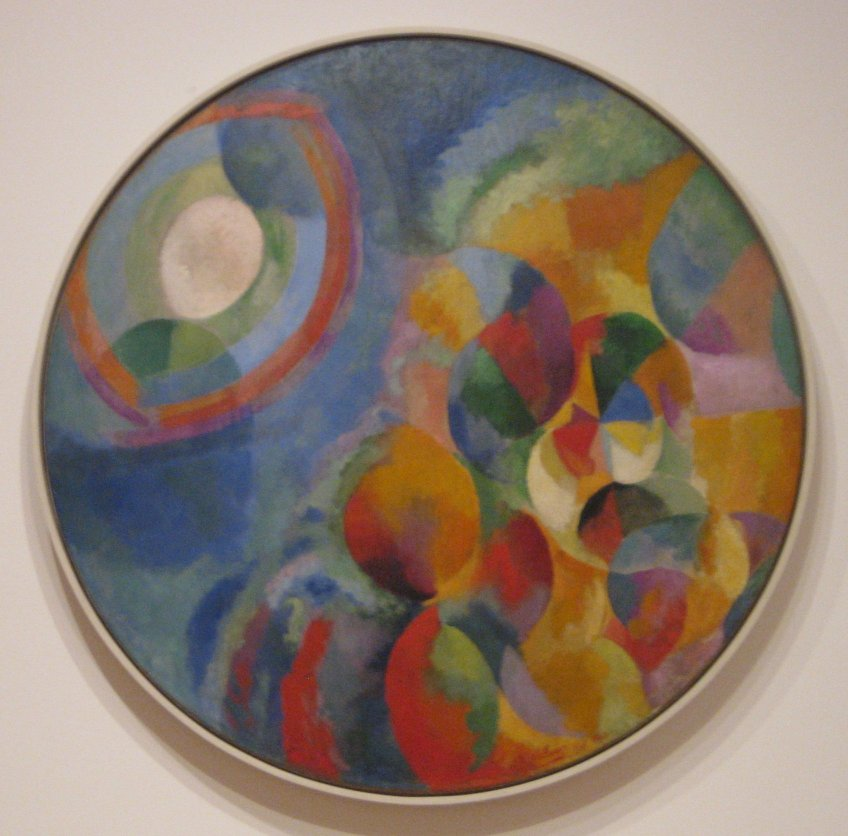
Robert Delaunay: Simultaneous Contrasts: Sun and Moon, 1912–1913, Öl auf Leinwand, Museum of Modern Art, New York

Der Begriff Orphismus bzw. Orphischer Kubismus (abgeleitet vom mythischen Sänger und Lyra/Leier-Spieler Orpheus, französisch orphique ‚geheimnisvoll‘) bezeichnet eine aus dem Kubismus entstandene Kunstrichtung, bei der vor allem Kreisgebilde in bunten Farben auf der Grundlage der Farbtheorie des Chemikers Michel Eugène Chevreul, beschrieben in dessen 1839 erschienenen Buch Gesetz der Simultankontraste bei den Farben, geschaffen wurden. Den Begriff prägte Guillaume Apollinaire 1912 nach farbintensiven Werken von Robert Delaunay. In den kubistischen Bildern von Pablo Picasso und Georges Braque herrschte zu dieser Zeit eine mehr monochrome Farbgebung vor.

## Geschichte
Die Bezeichnung Orphismus wurde im Jahre 1912 für die Bilder Robert Delaunays von dem Schriftsteller Guillaume Apollinaire geprägt, der im selben Jahr eine Einführung zur Delaunay-Ausstellung in der Galerie Der Sturm von Herwarth Walden gab. Apollinaire sah im Orphismus eine Überwindung des Kubismus gegeben und pries die Malerei von Delaunay, František Kupka und anderen jungen Malern des späten deutschen Expressionismus als „poetische und musikalische“ Sprache. Ziel des Orphismus war es, der reinen Musik eine reine Malerei entgegenzusetzen, die aufgelöst vom Gegenständlichen in eine rhythmische Farbharmonie darstellen sollte. Gestaltungsmittel sind die dynamischen Kräfte der Farbe, somit ist Farbe und ihre räumliche Wirkung wesentliches Kompositionselement. Licht ruft nicht nur Farbe hervor, sondern ist selbst Farbe.
Der Simultankontrast, die gleichzeitige Präsentation warmer und kalter, komplementärer und im Spektrum benachbarter Farben sind ein wesentliches Stilmittel des Orphismus. Sie sollen im Auge des Betrachters durch ihre optischen Effekte den Eindruck von Bewegung erzeugen.
Robert Delaunay, der seinen 1912 entwickelten Stil Cubisme écartelé (zerteilter Kubismus) nannte, war der wichtigste Vertreter dieser Kunstbewegung. Delaunay sah und erläuterte dies in umfangreichen kunsthistorischen Schriften, in der Farbe sein eigentliches Bildmaterial, aus der die reine Malerei entstehen sollte, die „auf die Gegenstände verzichten“ und „vollkommen abstrakt sein konnte.“ Während Chevreul seine Theorie als eine Anleitung für Künstler verstand, so entwickelte Delaunay, der das Buch während seines Militärdienstes als Regimentsbibliothekar in Laon las, aus Chevreuls Theorie sein künstlerisches Konzept, das für ihn Ausdruck einer Weltanschauung war und von ihm als verbindlich angenommenen wurde. Die Idee der reinen Farbmalerei war für ihn die notwendige Vorstellung von einem Universum, und der damit verbundenen Vorstellung von Wirklichkeit, „die nur durch die optische Wahrnehmung angemessen erkannt werden kann und sich als simultane Bewegung der Farben im Licht zeigt.“

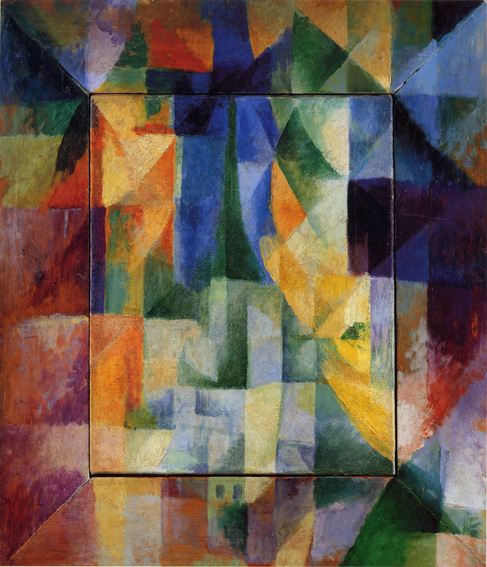
Robert Delaunay: Fensterbild (Les Fenêtres simultanées sur la ville), 1912

Die Malerei sollte auf diese Weise als Mittel der Erkenntnis neu begründet und der Rang des Malers neu bewertet werden, denn nur der Maler sei in der Lage, diese Wirklichkeit nicht nur zu sehen, sondern auch zu vermitteln. Delaunay bemerkte zu seinen Fenster-Bildern, dass hinter jedem dieser Fenster eine neue Wirklichkeit liege, die das ABC der Ausdrucksmöglichkeiten ist, die sich der physikalischen Elemente der Farbe bediene und aus denen die neuen Formen gestaltet werden können. „In dieser Malerei trifft man noch auf Andeutungen, die an die Natur erinnern, aber in einem allgemeinen Sinn, nicht in einem analytischen und beschreibenden wie in der vorhergehenden kubistischen Epoche.“
Vor allem Sonia Delaunay-Terk und der US-Amerikaner Patrick Henry Bruce, ein Schüler von Henri Matisse, ließen sich in ihren Arbeiten vom Orphismus beeinflussen. Zudem sollen Arbeiten von Marc Chagall, Raymond Duchamp-Villon und von Mitgliedern des Blauen Reiters sowie der Section d’Or vom Orphismus inspiriert sein.